# Nasleđivanje
Nasleđivanje u genetici je pojam koji označava pojavu ili proces prenošenja genetičke informacije sa roditelja na potomstvo, u nizu sukcesivnih generacija. Relativno je rašireno, a pogrešno, viđenje da se nasleđuju osobine, jer je odavno jasno da se nasleđuju geni, koji se zatim, u potomstvu ispoljavaju zavisno o heritabilnosti, a u interakciji sa vanjskim i unutarćelijskim okruženjem.
To se podjednako odnosi na bespolno i/ili polnu reprodukciju. To je proces u kojem je potomstvo ćelija ili organizama stiče ili se predisponira za ispoljavanje svojstava svojih roditelja (ćelija ili organizma). Putem nasleđivanja, individue koje su izložene varijacijama mogu u narednim generacijama akumulirati te različitosti i uzrokovati pojavu nekog novog taksona, odnosno pripadajuća populacija može u evoluirati, pod uticajem prirodnog odabiranja određenih fenotipskih osobina. Nauka nasleđivanju bioloških informacija se naziva genetika, koja uključuje i oblast epigenetike.

## Pregled
Kod ljudi, boja očiju je primer naslednog obiležja: osoba može naslediti gen za osobinu „tamne oči“ samo i od jednog od roditelja. Nasleđivanje ove osobine je pod kontrolom gena koji je kompletno dominantan u interakciji sa recesivnim alelom za ovo svojstvo.
Kompletni set gena nekog organizma je genom ili genotip, iako se ovaj drugi pojam najčešće upotrebljava za nasleđivanje pojedinačnih ili osobina ili njihovih manje kompleksnih kombinacija. Kompletan set vidljivih osobina strukture, funkcije i ponašanje organizma se zove svoje fenotip. Ove osobine proizlaze iz interakcije genotipa sa fizičkim i epigenetičkim okruženjem. Kao rezultat toga, mnoga obeležja ukupnog fenotipa organizma nisu naslediva. Na primer, preplanulost kože dolazi iz interakcije između osobnog fenotipa i sunčeve svetlosti. Na taj način, ten se ne prenosi na decu. Međutim, neki ljudi sunčanjem potamne lakše od drugih, zbog razlika u njihovom genotipu, odnosno posedovanja više produktivnih alela u poligenskoj seriji za proizvodnju melanina. Upečatljiv primer su ljudi sa naslednom osobinom albinizam, koji ne tamne uopšte i vrlo su osetljivi na sunčane opekotine.
Za nasledne osobine se zna da se prenose kao predispozicija sa jedne generacije na drugu, preko DNK, molekula koji kodiraju  genetičke informacije. DNK je dug i polimer koji uključuje četiri vrste baza, koje su izmjenjive. Sled baza duž datog molekula DNK sadrži genetičke informacije. Ovo se može porediti sa nizom slova u tekstu poruke. Pre ćelijske deobe, putem mitoze, DNK se kopira, tako da svaka od rezultirajuće dve ćelije će naslediti istovetnu sekvencu DNK. Jedan deo DNK molekula koji određuje jedinstvenu funkcijsku jedinicu zove se gen; različiti geni imaju različite sekvence baza. U okviru ćelije, duge niti DNK su u obliku zgusnutih struktura koje se nazivaju hromozomi. Organizmi nasleđuju genetički materijal od svojih roditelja u obliku homologni hromozoma, koji sadrže jedinstvenu kombinaciju DNK sekvenci koje kodiraju geni. Određena lokacija DNK sekvence unutar hromozoma je poznata kao genski lokus. Ako je sekvenca DNK na određenom lokusu varira između individua, različiti oblici ove sekvence nazivaju se aleli. DNK se može promeniti putem mutacija, proizvodeći nove alele. Ako dođe do mutacije unutar gena, novi alel može uticati na osobinu koju kontroliše gena, odnosno izmenu fenotipa organizma.
Međutim, dok ova jednostavna korespondencija između alela i neke osobine delotvorna u nekim slučajevima, većina osobina je složenija i kontroliše ih više interaktivnih gena unutar i među organizmima. Razvojni biolozi sugerišu da složene interakcije u genetskim mrežama i komunikacija između ćelija mogu dovesti do naslednih varijacija koje mogu biti u osnovi nekih mehanika u razvojnoj plastičnosti i kanalisanju.
Nedavna otkrića potvrdila su važne primere naslednih promena koje se ne mogu objasniti direktnim delovanjem DNK molekula. Ovi fenomeni su klasifikovani kao epigenetski sistemi nasledstva koji se uzročno ili nezavisno razvijaju nad genima. Istraživanje načina i mehanizama epigenetskog nasleđa još uvek je u povojima, međutim, ovo područje istraživanja privuklo je mnogo novijih aktivnosti, jer proširuje opseg heritabilnosti i evolucione biologije generalno. Metilacija DNK koja označava hromatin, samoodržive metaboličke petlje, utišavanje gena RNK interferencijom i trodimenzionalna konformacija proteina (poput priona) područja su u kojima su otkriveni epigenetski sistemi nasleđivanja na nivou organizma. Heritabilnost se takođe može javiti u još većim razmerama. Na primer, ekološko nasleđivanje kroz proces izgradnje niše definisano je redovnim i ponovljenim aktivnostima organizama u njihovoj okolini. Ovo generiše nasleđe efekata koje modifikuje i povratno deluje na režim selekcije narednih generacija. Potomci nasleđuju gene plus ekološke karakteristike generisane ekološkim delovanjem predaka. Ostali primeri naslednosti u evoluciji koji nisu pod direktnom kontrolom gena uključuju nasleđivanje kulturnih osobina, grupnu naslednost i simbiogenezu. Ovi primeri naslednosti koji deluju iznad gena široko su obuhvaćeni naslovom višenivovske ili hijerarhijske selekcije, što je bio predmet intenzivne rasprave u istoriji evolucione nauke.

## Literatura
- Овај чланак или његов део изворно је преузет из Речника социјалног рада Ивана Видановића уз одобрење аутора.
- Alberts, Bruce; Bray, Dennis; Hopkin, Karen; Johnson, Alexander; Lewis, Julian; Raff, Martin; Roberts, Keith; Walter, Peter (2013). Essential Cell Biology (4th изд.). Garland Science. ISBN 978-1-317-80627-1.
- Griffiths, Anthony J.F.; Miller, Jeffrey H.; Suzuki, David T.; Lewontin, Richard C.; Gelbart, ур. (2000). An Introduction to Genetic Analysis (7th изд.). New York: W. H. Freeman. ISBN 978-0-7167-3520-5.
- Hartl D, Jones E (2005). Genetics: Analysis of Genes and Genomes (6th изд.). Jones & Bartlett. ISBN 978-0-7637-1511-3.
- King, Robert C; Mulligan, Pamela K; Stansfield, William D (2013). A Dictionary of Genetics (8th изд.). New York: Oxford University Press. ISBN 978-0-19-976644-4.
- Lodish H, Berk A, Zipursky LS, Matsudaira P, Baltimore D, Darnell J (2000). Molecular Cell Biology (4th изд.). New York: Scientific American Books. ISBN 978-0-7167-3136-8.
- Brock, Thomas D., ур. (1999). Milestones in microbiology : 1546 to 1940 (3rd изд.). Washington, D.C.: ASM Press. ISBN 978-1-55581-142-6.
- Gall, Joseph G., ур. (2001). Landmark papers in cell biology : selected research articles celebrating forty years of the American Society for Cell Biology. Plainview, NY: Cold Spring Harbor Laboratory Press. ISBN 978-0-87969-602-3.
- Peters, James Arthur (1959). Classic papers in genetics. Prentice-Hall.
- Linder, Patrick; Shore, David; Hall, Michael N., ур. (2004). Landmark papers in yeast biology. Woodbury N.Y.: Cold Spring Harbor Laboratory Press. ISBN 978-0-87969-643-6.
- Mayr, Ernst (2000). The growth of biological thought : diversity, evolution, and inheritance. 12th printing. Cambridge: Harvard University Press. ISBN 978-0-674-36446-2.
- Miall, Louis Compton (2007) [1911]. History of biology (E-book изд.). Watts & co. Has a chronological table of publications in an appendix.
- Overmier, Judith A. (1989). The history of biology : a selected, annotated bibliography. New York: Garland Pub. ISBN 978-0-8240-9118-7.
- Stent, Gunther Siegmund, ур. (1965). Papers on bacterial viruses. Little, Brown.